# Elastron
Elastron (fostă Kalpinis Simos) este o companie distribuitoare de oțel din Grecia.
Compania comercializează cea mai largă gamă de produse din oțel de pe piața grecească și a înregistrat în anul 2007 o cifră de afaceri de aproape 190 de milioane de euro.